# Alfa Romeo Alfa 6
El Alfa Romeo Alfa 6 "tipo 119" fue una berlina de clase alta producida entre 1979 y 1987 por la empresa Alfa Romeo en el complejo industrial de Alfa Romeo Arese al norte de Italia.

## Contexto
A finales de los años 60 la industria del motor italiana comienza un periodo de concentración en torno a Fiat por una parte y al I.R.I -Istituto per la Ricostruzione Industriale- por otra, que gestiona Alfa Romeo desde los años 30. En este contexto el estado italiano patrocina la constitución de la sociedad conjunta Alfasud entre Alfa Romeo y Finmeccanica, también participada por el estado, para la producción de vehículos de tracción delantera en el sur del país, mientras que para la planta de Arese al norte se está desarrollando una gama de vehículos de propulsión trasera cuyo primer miembro será el Alfa Romeo Alfetta.
Las gamas de cada una de las dos plantas se construirán sobre una solución mecánica distinta; tracción delantera con 4 cilindros boxer y diseño Rudof Hruska para la saga Alfasud y propulsión trasera con transmisión transaxle y diseño Giuseppe Busso para la familia Alfetta. 
Como complemento a la producción de Arese, Busso diseña también un nuevo motor 6 cilindros en V -código 119- que deberá utilizarse en toda la familia de derivados del Alfetta, entre los que se encuentra un gran Alfa -tipo 119- de seis cilindros cuyo desarrollo transcurre paralelo al del motor, pero cuya producción no despierta la simpatía de los administradores del I.R.I tras el fiasco del Alfa Romeo 2600. 
Aparecidos los nuevos Alfasud y Alfetta en 1971 y 1972, la crisis de petróleo del ´73 arrincona el proyecto del gran Alfa sei cilindri en favor de berlinas más compactas de cuatro cilindros, con el nuevo motor V6 destinado principalmente a la exportación en las carrocerías del Alfetta y el Alfa Romeo Alfetta GT/GTV.

## Primera serie (1979-1982)
Una vez superada la crisis del petróleo del ´73, la dirección de Alfa Romeo accede a rescatar por motivos de prestigio el proyecto del Alfa 6 cilindros para competir con modelos similares de constructores generalistas como el Opel Senator o el Peugeot 604, con un planteamiento similar a la serie 5 de BMW. 
Sin embargo cuando se presenta el "nuevo" tipo 119 en 1979, con un lustro de retraso sobre su fecha de producción inicial, el modelo nace lastrado por las premisas bajo las que se había autorizado su lanzamiento. Dado el bajo volumen de ventas previsto, su diseño se ajusta para contener los costes productivos utilizando el mayor número de elementos procedentes del tipo 116. Visualmente este hándicap le otorgaba un aspecto extraño, pues empleaba las puertas y una plataforma modificada del Alfetta sobre el que la batalla crece en apenas 9 cm manteniendo la anchura, pero con unos grandes voladizos delantero y trasero, sin que ello se manifestase en un interior notablemente mayor.
El aumento de longitud se utilizaba para colocar una compacta caja de cambios ZF de 5 velocidades (opcional ZF automática de 3) a continuación del motor, abandonando el ya tradicional esquema transaxle de sus contemporáneos Alfetta y Giulietta para favorecer la habitabilidad trasera. Las suspensiones en cambio eran de procedencia Alfetta, con dobles triángulos y barras de torsión delante y un Eje De Dion con Mecanismo de Watt atrás, con los discos de freno a la salida del diferencial. 
El motor, la razón de ser del coche, utiliza en esta primera serie el nuevo V6 2.5 "Busso" de 158 cv dotado de una batería de 6 carburadores monocuerpo, sin que se llegase a desarrollar una versión con inyección mecánica SPICA para la importación como era habitual en Alfa Romeo.
En cuanto a calidad de realización, si bien es cierto que superaba lo conocido hasta entonces en la casa milanesa, el acabado era discreto en comparación con sus rivales alemanes o suecos 
Su producción fue muy baja, tratándose más de un ejercicio de marketing que de un motor real de ventas, con una producción total de alrededor de 6.000 ejemplares hasta 1982. 

## Segunda serie (1983-1986)
Llegado el momento del reestyling, el IRI no aprobó costosas intervenciones sobre la estampación, por lo que las modificaciones se concentraron sobre la estética y los interiores. En general, vistos los compromisos económicos impuestos por la gerencia, el trabajo de retoque puede hoy decirse que fue apreciable.
Buscando una imagen de familia con los otros Alfa de primera mitad de los años ochenta - el Alfetta y su sustituto el Alfa Romeo 90- de inminente lanzamiento sobre el mercado, se cambiaron los faros -ahora dos trapezoidales en lugar de cuatro redondos- con indicadores de cambio de dirección blancos en lugar de naranjas. Los parachoques pasaron a ser totalmente plásticos y ligeramente más compactos, bajando la longitud total a 4,68 más, incluyéndose ahora un spoiler aerodinámico bajo el delantero. En el interior retoques en el salpicadero y nuevos paneles de puerta.
Desde el punto de vista técnico se adopta por fin la inyección electrónica -BOSCH L-jetronic-, que daba al V6 siempre de 2,5 litros una mayor dulzura y mejores consumos. La potencia se mantuvo en 158 caballos.
Si bien los cambios fueron visualmente agradables, la línea ahora ya claramente obsoleta y la fama de insaciable bebedor no permitieron mejorar el escaso éxito comercial pese a las indudables capacidades dinámicas del coche y del confort de alto nivel a bordo conseguido por la ausencia de vibraciones del motor V6 de 60°.
Al final de su vida aparece una versión del V6 reducida a 1996 cm³ 135 caballos y un Turbodiesel de VM Motori con 5 cinco cilindros de 2.494 cm³ y 105 caballos. 
De esta segunda serie también se producirán alrededor de 6.000 ejemplares. Las últimas unidades producidas quedaron sin vender tras la aparición del Alfa 164, siendo finalmente exportadas dos años más tarde a Polonia y otros países del Este europeo.

## Motores
| Modelo                            | Periodo           | Motor                        | Cilindrata | Potencia máxima | Pareja máxima           | Notas                       |
| --------------------------------- | ----------------- | ---------------------------- | ---------- | --------------- | ----------------------- | --------------------------- |
| 2.0 6V                            | del 1983          | 6 cilindros a V, gasolina    | 1997 cm³   | 99 kW (135 CV)  | 178 N·m @4.500 gire/min | 6 carburadores De la Huerta |
| 2.5 6V                            | del debut al 1982 | 6 cilindros a V, gasolina    | 2.492 cm³  | 116 kW (158 CV) | 224 N·m @4.000 gire/min | 6 carburadores De la Huerta |
| 2.5 6V Inyección Quadrifoglio Oro | del 1983          | 6 cilindros a V, gasolina    | 2.492 cm³  | 116 kW (158 CV) | 215 N·m @4.000 gire/min | Inyección Bosch             |
| 2.5 Turbo Diesel 5                | del 1983          | 5 cilindros en línea, Diésel | 2.494 cm³  | 77 kW (105 CV)  | 206 N·m @2.400 gire/min | motor de origen VM Motores  |

## Otros proyectos
- Multimedia en Commons.

- Datos: Q515339
- Multimedia: Alfa Romeo Alfa 6 / Q515339